# 梅莉爾·盧卡斯

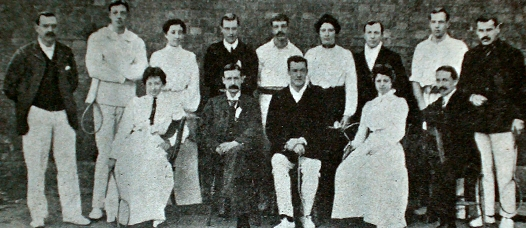
梅莉爾·盧卡斯，站立者右起第4位

梅莉爾·盧卡斯（英語：Meriel Lucas，1877年—1962年），英格蘭女子羽毛球運動員。來自德文郡的盧卡斯在1902年至1909年之間只有7次入選英格蘭隊，但卻贏得了17座全英羽球錦標賽冠軍。

## 全英羽球錦標賽獎牌紀錄
| 獎牌          | 年度 | 項目     |
| ------------- | ---- | -------- |
| 金牌 - 第一名 | 1899 | 女子雙打 |
| 金牌 - 第一名 | 1900 | 女子雙打 |
| 金牌 - 第一名 | 1902 | 女子單打 |
| 金牌 - 第一名 | 1902 | 女子雙打 |
| 金牌 - 第一名 | 1904 | 女子雙打 |
| 金牌 - 第一名 | 1905 | 女子單打 |
| 金牌 - 第一名 | 1905 | 女子雙打 |
| 金牌 - 第一名 | 1906 | 女子雙打 |
| 金牌 - 第一名 | 1907 | 女子單打 |
| 金牌 - 第一名 | 1907 | 女子雙打 |
| 金牌 - 第一名 | 1908 | 女子單打 |
| 金牌 - 第一名 | 1908 | 女子雙打 |
| 金牌 - 第一名 | 1908 | 混合雙打 |
| 金牌 - 第一名 | 1909 | 女子單打 |
| 金牌 - 第一名 | 1909 | 女子雙打 |
| 金牌 - 第一名 | 1910 | 女子單打 |
| 金牌 - 第一名 | 1910 | 女子雙打 |